# مهرجان الجزائر الدولي للموسيقى الأندلسية والموسيقى العتيقة
مهرجان الجزائر الدولي للموسيقى الأندلسية والموسيقى العتيقة، (بالفرنسية: Festival International De Musique Andalouse Et Des Musiques Anciennes)‏ مهرجان دولي تنضم فيه عروض الموسيقى الأندلسية منذ عام 2006 بأوبرا الجزائر بمدينة أولاد فايت بالجزائر العاصمة.